# Cot Breueh
Cot Breueh är ett berg i Indonesien.   Det ligger i provinsen Aceh, i den västra delen av landet, 1 700 km nordväst om huvudstaden Jakarta. Toppen på Cot Breueh är 890 meter över havet.
Terrängen runt Cot Breueh är huvudsakligen kuperad, men den allra närmaste omgivningen är bergig. Terrängen runt Cot Breueh sluttar söderut. Runt Cot Breueh är det mycket glesbefolkat, med 5 invånare per kvadratkilometer. I omgivningarna runt Cot Breueh växer i huvudsak städsegrön lövskog.